# Dom Polski w Bydgoszczy
Dom Polski w Bydgoszczy – ośrodek życia kulturalnego i towarzyskiego polskiego społeczeństwa w Bydgoszczy w okresie zaboru pruskiego. Funkcjonował od 1907 r. Został zniszczony w ramach akcji odwetowej Grenzschutzu w sierpniu 1919 r., tuż przed przejściem miasta w granice odrodzonej Polski.

## Historia
Dom Polski powstał w kontekście walki społeczeństwa polskiego w Bydgoszczy przeciwko germanizacji, narzucanej zwłaszcza przez założoną w 1894 r. organizację nacjonalistyczną „Deutscher Ostmarkenverein”. Akcja wynaradawiania Polaków znana pod hasłem „hakata”, była w pełni popierana przez państwowe władze pruskie. Wydano w tym czasie szereg antypolskich ustaw i przepisów prawnych, ułatwiających kolonizację ziem polskich, a zwłaszcza okolic Bydgoszczy, które miały być całkowicie zniemczone.  
W odpowiedzi na tę akcję rozwinął się społeczny ruch narodowy Polaków w Bydgoszczy, którego wyrazem były organizacje kulturalno-oświatowe i gospodarcze, m.in.: Towarzystwo Przemysłowców, założone w 1872 r. przez Teofila Magdzińskiego, Towarzystwo Czeladzi, Robotnicze Koło Czytelnicze, Towarzystwo Gimnastyczne „Sokół”, powstałe w 1886 r., Towarzystwo Śpiewu „Halka”, z którego inicjatywy w 1885 r. w Bydgoszczy odbył się I Zjazd Chórów Polskich, działających na Pomorzu i rejencji bydgoskiej, Czytelnia dla Kobiet i wiele innych.
Organizacje te nie miały odpowiedniej bazy lokalowej, a działalność swoją prowadziły w mieszkaniach członków lub restauracjach prowadzonych przez Polaków. W celu zdobycia lokalu na własne potrzeby, Polacy bydgoscy powołali w 1906 r. spółkę budowlaną. Inicjatorem tego przedsięwzięcia był dr Emil Warmiński, przybyły do Bydgoszczy w 1905 r. Skupił on wokół idei narodowej najaktywniejszych działaczy – przedstawicieli różnych zawodów i stanów, m.in. lekarza Jana Biziela, Władysława Piórka i Michała Hoppe, księży: Jana Filipiaka, Józefa Jagalskiego i Barlika, kupców: Franciszka Kiedrowskiego, Ludwika Sosnowskiego, Ludwika Niedzielskiego i wielu innych. Udziały zakupywali nie tylko polscy działacze z Bydgoszczy, ale również z Poznania, Gniezna, Inowrocławia, Torunia i innych miast. Gromadzenie funduszy na cele Domu Polskiego powierzono bydgoskiemu drukarzowi i księgarzowi Franciszkowi Kiedrowskiemu. 
W czerwcu 1907 r. udało się Polakom zakupić od jednego z bydgoskich Niemców posesję przy ul. Gamma 5 (obecnie ul. Emila Warmińskiego). W konsekwencji Niemiec ten został w prasie rządowej napiętnowany jako zdrajca. Posesja składała się z budynku głównego z salą widowiskową i bocznymi pomieszczeniami, dużego ogrodu i obszernego dziedzińca. Przed wejściem do głównego budynku, fronton ozdobiono tarczą z napisem „Bądźmy sobą”, a dom stał się ośrodkiem życia kulturalnego i towarzyskiego polskiego społeczeństwa w Bydgoszczy.
Znalazły tu swoje pomieszczenia polskie organizacje społeczne. Odbywały się ćwiczenia Towarzystwa Gimnastycznego „Sokół”, próby chórów „Halka” i „św. Wojciecha” oraz zebrania polskich stowarzyszeń. Udzielano lekcji języka polskiego, organizowano kursy dokształcające, zlokalizowano polską bibliotekę i czytelnię. Na scenie z widownią odbywały się przedstawienia amatorskie oraz spektakle polskich zawodowych zespołów teatralnych z Poznania. Organizowano tu zabawy dla Polaków i ich rodzin, letnie pokazy ćwiczeń „Sokoła”, zabawy dla dzieci oraz wystawy. W Domu Polskim odbywały się zjazdy towarzystw z udziałem delegatów Pomorza i Kujaw. Wykorzystano również należący do posesji ogród i dziedziniec, na którym Ludwik Sosnowski zainstalował fontanny. 
Działalność Domu Polskiego przyczyniła się do ożywienia życia narodowego Polaków w Bydgoszczy. W 1909 r. zorganizowano pierwszą wystawę przemysłową polskiego rzemiosła, zakładano banki i polskie przedsiębiorstwa, skutecznie konkurujące z niemieckimi. 
Dom Polski rozwijał swą działalność do września 1914 r., kiedy po wybuchu I wojny światowej władze niemieckie zamknęły wszystkie polskie organizacje społeczne. W posesji urządzono szpital wojskowy. W 1918 r. Polacy odzyskali lokal, wznawiając w nim działalność kulturalną. Wzbudziło to wściekłość Niemców, którzy 17 sierpnia 1919 r. dokonali napadu na lokal. Podczas trwającego przedstawienia wtargnęło około 100 żołnierzy „Grenzschutzu” uzbrojonych w granaty ręczne, którzy zdemolowali lokal, zniszczyli sprzęt i urządzenia oraz zabili i zranili kilkadziesiąt osób. Obecne w lokalu polskie kobiety obrabowano z biżuterii, zagrabiono kasę i bufet.
Z inicjatywy Księgarni Ludowej, prowadzonej przez siostry Modliborskie zrobiono fotograficzne zdjęcia zniszczeń. Zostały one potem wydane drukiem nakładem tej księgarni w formie pocztówek. Nadruk brzmiał: „Widok zdemolowanego Domu Polskiego w Bydgoszczy przez hordy Grenzschutzu”. Karty te rozkolportowano w kraju oraz dostarczono korespondentom prasy alianckiej. 
Po odzyskaniu niepodległości Domu Polskiego nie odbudowano, gdyż zaistniały nowe, znacznie większe możliwości rozwoju polskiego życia kulturalnego w Bydgoszczy. 

## Upamiętnienie
Od 1925 roku w budynkach dawnego Domu Polskiego działała Fabryka Wyrobów Metalowych "Fema". Właściciele tej fabryki, Kazimierz i Edmund Sokołowscy na szczytowej ścianie budynku ufundowali tablicę pamiątkową. W celu upamiętnienia placówki Towarzystwo Miłośników Miasta Bydgoszczy zamieściło kolejną tablicę pamiątkową, a ulicę przy której stał Dom Polski, nazwano imieniem Emila Warmińskiego.
W lutym 2019 w ramach wyburzeń pod nowe osiedle mieszkaniowe przy ul. Focha w Bydgoszczy rozebrano budynek, na którym wisiała tablica upamiętniająca Dom i jego twórcę, Emila Warmińskiego. Tablica ta zostanie wyeksponowana w nowym miejscu.